# Zhou Chen

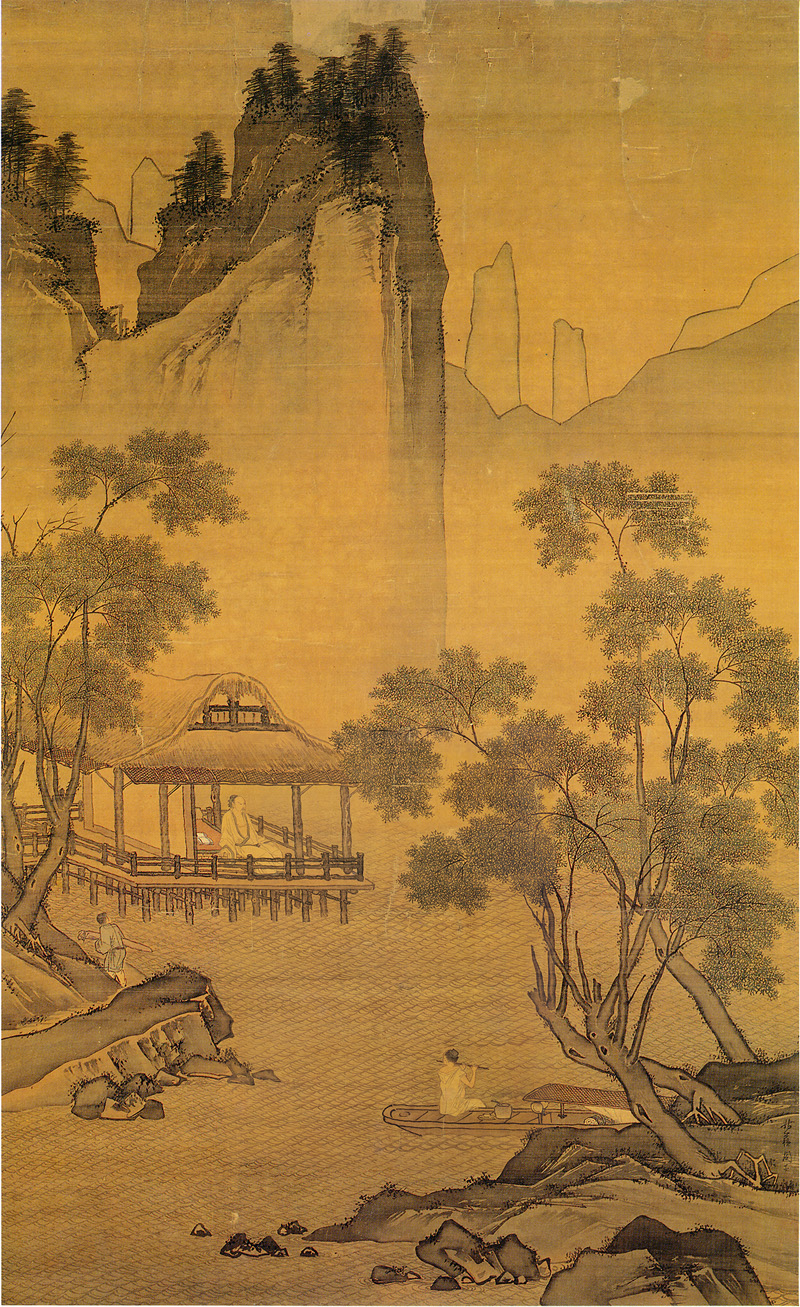
Paviljoen aan de waterkant
hangende rol, gewassen inkt en kleur op zijde, collectie Nationaal Paleismuseum

Zhou Chen (周臣; 1460–1535) was een Chinees kunstschilder uit de Wu-school die actief was tijdens het midden van de Ming-periode. Zijn omgangsnaam was Shunqing en zijn artistieke naam Dongchun.
Zhou Chen was geboren in Suzhou in de provincie Jiangsu. Hij was gespecialiseerd in shan shui-landschappen en portretten. Twee van Zhou's leerlingen worden tot de Vier Meesters van de Ming-dynastie gerekend, namelijk Tang Yin (1470–1524) en Qiu Ying (ca. 1494–ca. 1552).